# ضفدع إفريقي شائع
الضفدع الأفريقي الشائع واسمه العلمي (Amietophrynus regularis) والمعروف أيضا باسم الضفدع ذا العلامات المربعة لوجود مربعات على رأسه، وكذلك معروف بالضفدع الأفريقي، والضفدع المصري، والضفدع رويس . هو ضفدع من عائلة Bufonidae. ويمكن الاحتفاظ به كحيوان أليف.

## أماكن انتشار الضفدع
الضفدع منتشر في : أنغولا ، بنين ، بوركينا فاسو ، الكاميرون ، الرأس الأخضر ، جمهورية أفريقيا الوسطى ، تشاد ، جمهورية الكونغو ، جمهورية الكونغو الديمقراطية ، ساحل العاج ، السودان ، أوغندا ، وربما بوروندي ، وربما جيبوتي ، وربما غينيا الاستوائية ، وربما إريتريا ، وربما غامبيا ، وربما موريتانيا ، وربما تنزانيا ، وربما توغو.

## الأماكن الطبيعية المتواجد بها
يعيش الضفدع الأفريقي المشترك في السافانا الرطبة والجافة وأراضي الأشجار القمئية الاستوائية أو شبه استوائية، والأراضي العشبية، والأراضي العشبية على ارتفاعات عالية، والأنهار ، والمياه العذبة، والبحيرات والريف، والحدائق، والمناطق الحضرية، والغابات المتدهورة بشدة.